# Dorothea Walda
Dorothea Walda (* 1. November 1931 in Kanth, Provinz Niederschlesien; † 18. Februar 2016 in Wülfrath) war eine deutsche Schauspielerin.

## Leben
Die in Kanth bei Breslau geborene Dorothea Walda kam nach dem Zweiten Weltkrieg als Vertriebene 1946 nach Wülfrath. Nachdem sie schon über Jahrzehnte auf deutschen Theaterbühnen und im Fernsehen aufgetreten war, verdankte sie ihren endgültigen Durchbruch Hape Kerkeling, der sie im Jahr 1995 als reisende Seniorin in dem Film Club Las Piranjas besetzte. Der Film wurde ein Erfolg und Walda wurden danach viele zumeist komische Rollen angeboten. So spielte sie in RTL-Comedyformaten wie Ritas Welt an der Seite von Gaby Köster. Zahlreiche Fernsehproduktionen folgten mit Rollen im Tatort oder in der Lindenstraße. Eine durchgehende Serienrolle hatte sie 2011/12 als Oma Hedwig in der ARD-Vorabendserie Heiter bis tödlich: Henker & Richter. Im Kino spielte sie im Jahr 2010 in Otto’s Eleven an der Seite von Otto Waalkes. In ihren Rollen stellte sie zumeist eine renitente, skurrile alte Dame dar, die aber auch liebenswürdig, intelligent und engagiert ist.
Im heimischen Wülfrath war Dorothea Walda in vielen Bereichen engagiert, dabei legte sie einen Schwerpunkt auf die Betreuung von Vertriebenen. Sie führte bis zum Jahr 2008 in dem Stück Der große Brand von Wülfrath Regie, das Arrangement wurde auf dem Herzog-Wilhelm-Markt gezeigt. In der Stadtkirche wirkte sie als Vorleserin mit. Geehrt wurde sie aufgrund ihres Einsatzes im August 2007 durch die Verleihung des Bundesverdienstkreuzes.
Walda lebte in Wülfrath bei Düsseldorf und war nicht verheiratet.

## Filmografie (Auswahl)
- 1967: Die Wupper (Fernsehfilm)
- 1981: Tour de Ruhr (Fernsehserie)
- 1994: Kommt Mausi raus?! (Fernsehfilm)
- 1994–2003: Die Wache (Fernsehserie, 3 Folgen)
- 1995: Club Las Piranjas (Fernsehfilm)
- 1995: Black Jack (Fernsehfilm)
- 1997: Die Oma ist tot (Fernsehfilm)
- 1997: Die Camper (Fernsehserie, Folge Die Alten)
- 1998: Die Metzger (Fernsehfilm)
- 1998: Ein ehrenwertes Haus  (Fernsehserie)
- 1998–2005: Lindenstraße (Fernsehserie, 22 Folgen)
- 1999: Gisbert (Fernsehserie, Folge Supermarkt)
- 2000: Nikola (Fernsehserie)
- 2000: DoppelPack
- 2000–2003: Ritas Welt (Fernsehserie, 9 Folgen)
- 2001: Durch dick und dünn
- 2002: Küstenwache (Fernsehserie, Folge Die letzte Fahrt)
- 2003: Tatort: Hundeleben (Fernsehreihe)
- 2003: Mensch Markus (Fernsehserie, Folge Markus Maria … Feiert Weihnachten)
- 2004: Der Heiland auf dem Eiland (Fernsehfilm)
- 2004: Jazzclub – Der frühe Vogel fängt den Wurm
- 2005: Unkenrufe – Zeit der Versöhnung
- 2005: Pastewka  (Fernsehserie, Folge Der Mietvertrag)
- 2006: Tatort: Pechmarie (Fernsehreihe)
- 2006: Notruf Hafenkante (Fernsehserie, Folge Liebeswahn)
- 2006: Hinter Gittern – Der Frauenknast (Fernsehserie, 8 Folgen)
- 2006: Rennschwein Rudi Rüssel II
- 2007: Tatort: Krumme Hunde (Fernsehreihe)
- 2007: In aller Freundschaft (Fernsehserie, Folge Qualvolle Nähe)
- 2008: Notruf Hafenkante (Fernsehserie, Folge Nichts als die Wahrheit)
- 2008: SOKO Wismar (Fernsehserie, Folge Das verschlossene Zimmer)
- 2008: Tatort: Kassensturz (Fernsehreihe)
- 2009: Der kleine Mann (Fernsehserie, Folge Wir sind ein Volk)
- 2009: Bloch (Fernsehserie, Folge Bauchgefühl)
- 2009: Ein Dorf schweigt (Fernsehfilm)
- 2009: Wilsberg: Doktorspiele (Fernsehserie)
- 2009: Die Friseuse
- 2009: Rennschwein Rudi Rüssel (Fernsehfilm)
- 2010: Das Geheimnis in Siebenbürgen (Fernsehfilm)
- 2010: Otto’s Eleven
- 2010: Unter anderen Umständen – Tod im Kloster
- 2010: Masserberg
- 2011–2012: Heiter bis tödlich: Henker & Richter (Fernsehserie, 16 Folgen)
- 2011: Jesus liebt mich
- 2011: Arschkalt
- 2011: Der letzte Bulle (Fernsehserie, Folge Die verpasste Chance)
- 2012: Mord mit Aussicht (Fernsehserie, Folge Henghasch)
- 2013: Großstadtklein
- 2013: Mordshunger – Verbrechen und andere Delikatessen (Fernsehserie, 4 Folgen)
- 2014: Wilsberg: Nackt im Netz (Fernsehserie)
- 2014: Honig im Kopf
- 2014: About a Girl
- 2015: Bettys Diagnose (Fernsehserie, Folge In den Rücken geschossen)
- 2015: Als wir träumten
- 2015: Halbe Brüder
- 2015: Über den Tag hinaus (Fernsehfilm)
- 2015: Hammer & Sichl (Fernsehserie, Folge Mamas Bester)

## Theater (Auswahl)
- Wuppertaler Bühnen, Bremer Theater, Theater Bielefeld, Schauspiel Bonn, Theater Aachen
- Sie verkörperte beispielsweise die Mrs. Higgins in My Fair Lady

## Auszeichnungen
- 2007: Bundesverdienstkreuz am Bande